# ثله السفلى (المكلا)

تعديل مصدري - تعديل

ثله السفلى هي إحدى قرى عزلة المكلا بمديرية المكلا التابعة لمحافظة حضرموت، بلغ تعداد سكانها 266 نسمة حسب تعداد اليمن لعام 2004.